# Municipio de Falls (condado de Muskingum)
El municipio de Falls (en inglés: Falls Township) es un municipio ubicado en el condado de Muskingum en el estado estadounidense de Ohio. En el año 2010 tenía una población de 8131 habitantes y una densidad poblacional de 121,78 personas por km².

## Geografía
El municipio de Falls se encuentra ubicado en las coordenadas 39°59′24″N 82°3′17″O / 39.99000, -82.05472. Según la Oficina del Censo de los Estados Unidos, el municipio tiene una superficie total de 66.77 km², de la cual 63,48 km² corresponden a tierra firme y (4,93 %) 3,29 km² es agua.

## Demografía
Según el censo de 2010, había 8131 personas residiendo en el municipio de Falls. La densidad de población era de 121,78 hab./km². De los 8131 habitantes, el municipio de Falls estaba compuesto por el 94,92 % blancos, el 2,14 % eran afroamericanos, el 0,22 % eran amerindios, el 0,73 % eran asiáticos, el 0,25 % eran de otras razas y el 1,75 % eran de una mezcla de razas. Del total de la población el 0,68 % eran hispanos o latinos de cualquier raza.